# Трояновський Едуард Валентинович
Трояновський Едуард Валентинович (нар. 30 травня 1980, Омськ) — російський боксер та кікбоксер, чемпіон світу за версіями IBF (2015—2016) та IBO (2015—2016) у першій напівсередній вазі.

## Спортивна кар'єра
Едуард Трояновський народився у Омську, але потім його сім'я переїхала до Орла, де він займався боксом, потім  легкою атлетикою, а потім  кікбоксингом.
Після закінчення служби в армії вирішив поновити тренування з боксу. Однак значних успіхів у боксі у Трояновського не було, і він вирішив з 2005 року паралельно з боксом виступати у кікбоксингу. У кікбоксингу Трояновський був переможцем багатьох турнірів, володарем Кубка світу, чемпіоном Європи, призером чемпіонату світу.
2009 року Трояновський знайшов у Німеччині менеджера і промоутера з боксу і перейшов до професійного боксу. Протягом 2009—2010 років провів дев'ять переможних боїв, завоювавши 4 грудня 2010 року в бою проти поляка Метта Зегана титул чемпіона Європи за версією WBO у легкій вазі.
Через невдоволеність німецьким менеджером Едуард повернувся в Росію і наступні бої проводив в Росії, продовжуючи перемагати суперників. 2014 року він завоював титул чемпіона Паназійської боксерської асоціації (PABA) у легкій вазі, який успішно захистив тричі.
24 жовтня 2014 року в бою проти екс-чемпіона світу Хосе Альфаро (Нікарагуа) Трояновський завоював вакантний титул інтернаціонального чемпіона WBA у легкій вазі. А вже 28 листопада 2014 року в бою проти колумбійця Хосе Агустина Феріа завоював вакантний титул інтерконтинентального чемпіона WBA у першій напівсередній вазі.
10 квітня 2015 року в бою проти співвітчизника Айка Шахназаряна, нокаутувавши суперника у восьмому раунді, завоював вакантний пояс чемпіона світу за версією IBO.
4 листопада 2015 року відбувся об'єднавчий бій за титули IBF та IBO у першій напівсередній вазі Едуард Трояновський — Сезар Рене Куенка (Аргентина). Трояновський переміг суперника, який до того не знав поразок у 48 боях, змусивши відмовитися від бою наприкінці шостого раунду. 8 квітня 2016 року в бою-реванші росіянин знов перебоксував суперника, здобувши перемогу технічним нокаутом у сьомому раунді.
9 вересня 2016 року Едуард Трояновський провів бій проти обов'язкового претендента японця Кейта Обара і здобув перемогу технічним нокаутом у другому раунді, серією ударів просто викинувши суперника з рингу, а після його повернення в ринг — добивши до відмашки рефері.
Наприкінці 2016 року Едуард Трояновський вирішив провести добровільний захист титулів проти намібійця Джуліуса Індонго, не передбачаючи для себе великих складнощів. Бій, що відбувся 3 грудня 2016 року в Москві, тривав менше хвилини: на 40-й секунді першого раунду Індонго розмашистим лівим хуком вцілив точно в щелепу Трояновському, надіславши того в важкий нокаут. Росіянин зазнав першої поразки. Індонго, вперше виступаючи за межами Намібії, став новим чемпіоном світу за версіями IBF та IBO.
Після двох наступних перемог Трояновський став претендентом на титул чемпіона світу за версією WBA, який належав білорусу Кирилу Реліху.
2018 року Трояновський ввійшов до складу учасників Всесвітньої боксерської суперсерії у першій напівсередній вазі. 7 жовтня 2018 року у чвертьфіналі турніру WBSS в Йокогамі він зустрівся з Кирилом Реліхом і зазнав поразки одностайним рішенням суддів.